# Jóga (canción)
«Jóga» es un sencillo lanzado en septiembre de 1997 por la cantante, actriz y compositora islandesa Björk. Pertenece al álbum Homogenic, publicado ese mismo año.

## Acerca de la canción
La canción es un homenaje a la mejor amiga de Björk, de nombre Johanna "Jóga" Johannsdótirr. Según la intención de Björk, trata de reflejar el carácter de alguien entusiasta y útil. Jóga fue escrita por Björk, que también la produjo junto a Mark Bell en los estudios del El Cortijo, Málaga, España. La letra fue escrita por Sjón, un viejo colaborador de la cantante. Con sonidos volcánicos, potentes cuerdas y percusiones, Jóga fue todo un éxito como sencillo de presentación.

## Videoclip
El video de Jóga fue dirigido por el francés Michel Gondry, quien a bordo de un helicóptero tomó imágenes fijas con una cámara de 16 mm del paisaje islandés para después realizar modificaciones en ordenador y crear un video en el cual el paisaje se transforma con los ritmos de la música mostrando el interior de la Tierra.

### Lista de canciones (CD 1)
1. «Jóga» – Howie B Main Mix
2. «Jóga» - String and Vocal Mix
3. «Jóga» -Bbuzz Water Mix
4. «All Is Full Of Love» – Choice Mix

## Segundo disco
Nombre: Jóga.

Fecha de lanzamiento: septiembre de 1997.

Formato: CD.

### Lista de canciones (CD 2)
1. «Jóga»
2. «Sod Off»
3. «Immature» - Björk's Version
4. «So Broken»

## Tercer disco
Nombre: Jóga.

Fecha de lanzamiento: septiembre de 1997.

Formato: CD.

### Lista de canciones (CD 3)
1. «Jóga»
2. «Jóga» - Alec Empire Mix
3. «Jóga» - Alec Empire Digital Hardcore Mix 1
4. «Jóga» - Alec Empire Digital Hardcore Mix 2